# Maastrichtská smlouva
Smlouva o Evropské unii čili Maastrichtská smlouva je smlouva posilující významně evropskou integraci a federalizaci a zakládající Evropskou unii. Byla podepsána v Maastrichtu 7. února 1992 a vstoupila v platnost 1. listopadu 1993. Smlouva zavedla nové oblasti spolupráce členských zemí a vytvořila strukturu sestávající z tzv. „tří pilířů EU“.

## Schvalování

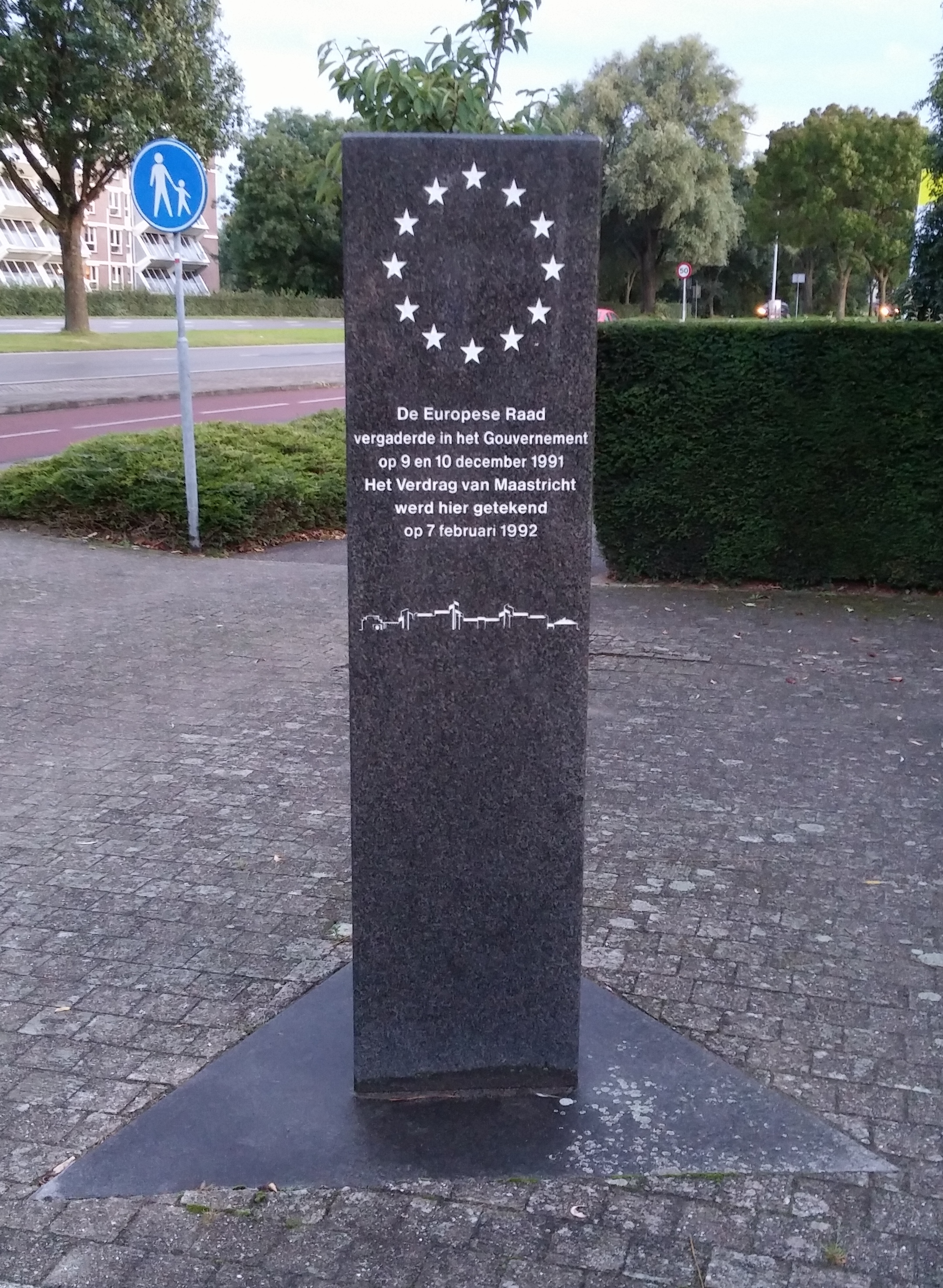
Památník v Maastrichtu, Nizozemí

Smlouva byla schválena na summitu Evropské rady v Maastrichtu konaném 9.–10. prosince 1991. Dne 7. února 1992 byla podepsána ministry zahraničí, hospodářství a financí 12 členských zemí. Evropský parlament ji schválil 7. dubna 1992, následovala ratifikace v jednotlivých členských zemích. V Irsku a Francii byla smlouva schválena v referendu. V dánském referendu byla odmítnuta, a proto byly dojednány a ke smlouvě doplněny dodatky zohledňující dánské požadavky. Takto doplněná smlouva již byla v opakovaném dánském referendu schválena.

## Obsah
Přidáním nových oblastí mezivládní spolupráce ke stávajícímu „systému Společenství“ vytvořila Maastrichtská smlouva novou politickou a zároveň hospodářskou strukturu sestávající z tzv. „tří pilířů“ – Evropskou unii (EU).
1. Stávající Evropská společenství tvoří tzv. první pilíř.
2. Jako druhý pilíř byla nově zavedena Společná zahraniční a bezpečnostní politika
3. Jako třetí pilíř spolupráce v oblasti spravedlnosti a vnitřních věci (od Amsterodamské smlouvy už jen Policejní a soudní spolupráce v trestních věcech).

Významnou novinkou byl plán zavedení jednotné měny v rámci hospodářské a měnové unie, obsahující konvergenční kritéria, známá též jako Maastrichtská kritéria, pro její přijetí. Dále smlouva navrhovala evropské občanství, rozšířila hlasování kvalifikovanou většinou v Radě, posílila pravomoci Evropského parlamentu a vytvořila Výbor regionů. Smlouva také zavedla princip subsidiarity.